# Jarrow

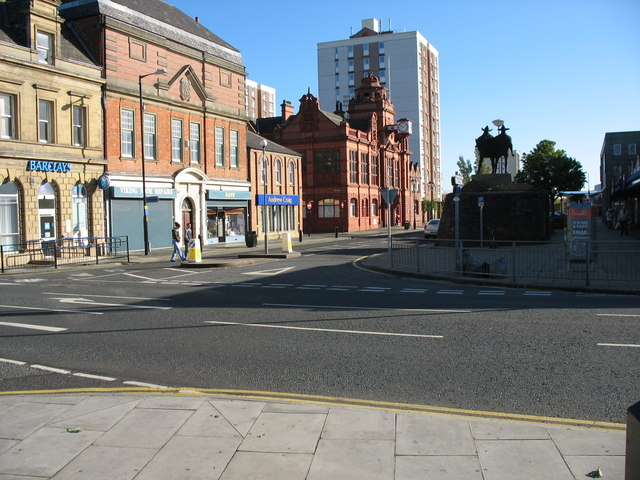
Grange Road em Jarrow

Jarrow é uma cidade do Condado de Tyne and Wear, na Inglaterra, às margens do rio Tyne. Faz parte do distrito de South Tyneside e conta com uma população de 27 526 habitantes, de acordo com o censo de 2001.
Uma das instituições da Abadia de Monkwearmouth-Jarrow, onde viveu e morreu o Venerável Beda, localizava-se ali.

## Residentes famosos de Jarrow
- Beda, monge beneditino[1][2]
- Patrick Stewart, ator do Jornada nas Estrelas, que viveu parte da infância em Jarrow,[3] embora não tenha nascido na cidade